# Gold Cobra
Gold Cobra é o sexto álbum de estúdio da banda norte-americana de rock Limp Bizkit, lançado em 24 de junho de 2011 pela Interscope Records. Este é o primeiro trabalho da banda desde o EP The Unquestionable Truth (Part 1) de 2005, e seu primeiro álbum feito pela banda com todos os integrantes da formação original desde Chocolate Starfish and the Hot Dog Flavored Water de 2000.
O álbum apesar de ter sido relativamente bem recebido pelos especialistas, com criticas que variavam entre boas e muito ruins, o disco acabou não indo muito bem nas vendas. Gold Cobra estreou na posição #30 no UK Albums Chart do Reino Unido, #13 nos Charts do Canadá e em número #1 na Alemanha. O CD vendeu pelo menos 27 000 cópias na primeira semana de vendas nos Estados Unidos e estreou na 16ª posição na Billboard 200. O álbum também entrou em outras charts da revista Billboard nas posições #3 na tabela Rock Albums, #11 na Digital Albums, # 2 na Alternative Albums, #1 na Hard Rock Albums e na posição #21 na Tastemakers Albums.
Os críticos elogiaram o retorno de Borland na guitarra e o estilo da banda, mas avaliaram mal os vocais de Fred Durst e as letras das canções.

## Faixas
| CD             |                            |         |  |
| N.º            | Título                     | Duração |  |
| 1.             | "Introbra"                 | 1:20    |  |
| 2.             | "Bring It Back"            | 2:17    |  |
| 3.             | "Gold Cobra"               | 3:53    |  |
| 4.             | "Shark Attack"             | 3:26    |  |
| 5.             | "Get a Life / Interlude 1" | 4:54    |  |
| 6.             | "Shotgun"                  | 4:33    |  |
| 7.             | "Douche Bag"               | 3:42    |  |
| 8.             | "Walking Away"             | 4:45    |  |
| 9.             | "Loser / Interlude 2"      | 4:53    |  |
| 10.            | "Autotunage"               | 5:00    |  |
| 11.            | "90.2.10 / Interlude 3"    | 4:18    |  |
| 12.            | "Why Try"                  | 2:51    |  |
| 13.            | "Killer in You"            | 3:46    |  |
| Duração total: | Duração total:             | 49:38   |  |

| Edição Deluxe  |                 |         |  |
| N.º            | Título          | Duração |  |
| 14.            | "Back Porch"    | 3:22    |  |
| 15.            | "My Own Cobain" | 3:40    |  |
| 16.            | "Angels"        | 3:21    |  |
| Duração total: | Duração total:  | 60:01   |  |

| Edição deluxe da Best Buy |                 |         |  |
| N.º                       | Título          | Duração |  |
| 17.                       | "Middle Finger" | 4:27    |  |
| Duração total:            | Duração total:  | 64:28   |  |

## Paradas Musicais
| Paradas (2000)                            | Melhor Posição |
| ----------------------------------------- | -------------- |
| Alemanha (Media Control Charts)           | 1              |
| Austrália (ARIA Charts)                   | 12             |
| Áustria (Ö3 Austria Top 40)               | 2              |
| Canadá (Canadian Albums Chart)            | 13             |
| Itália (FIMI)                             | 58             |
| Polónia (Polish Music Charts)             | 24             |
| Rússia (Russian Music Charts)             | 3              |
| Estados Unidos (Billboard 200)            | 16             |
| Estados Unidos (Billboard Digital Albums) | 11             |
| Reino Unido (UK Albums Chart)             | 30             |

## Lançamento
| Região         | Data                | Formato                  | Gravadora       |
| -------------- | ------------------- | ------------------------ | --------------- |
| União Europeia | 24 de junho de 2011 | CD, LP, Download digital | Interscope      |
| Estados Unidos | 28 de junho de 2011 | CD, LP, Download digital | Interscope      |
| Japão          | 29 de junho de 2011 | CD, LP, Download digital | Interscope      |
| Brasil         | 19 de julho de 2011 | CD, LP, Download digital | Universal Music |

## Pessoal
Limp Bizkit
- Fred Durst - vocal
- Wes Borland - guitarras
- DJ Lethal - turntables, samples e teclado
- John Otto - bateria e percussão
- Sam Rivers - baixo

Produção
- Produzido por Fred Durst e Wes Borland
- Design artístico por Wes Borland
- Programação e sons por DJ Lethal